# Szent István völgyhíd
A veszprémi Szent István völgyhíd (a köznyelvben: Viadukt) Magyarország első és egyik legnagyobb és legszebb ívszerkezetű völgyhídja, a város jelképe. Tervezője: Folly Róbert, korának elismert szerkezettervező mérnöke. A Jeruzsálemhegyet a Temetőheggyel összekötő, két forgalmi sávos, háromnyílásos felsőpályás vasbeton ívhíd. Az 1937. évi átadásától csaknem ötven éven át a 8-as számú országos főút részét képezte; manapság főleg a Veszprém városrészei közti, illetve a városközpontból Herend irányába haladó közúti forgalom lebonyolítását szolgálja. A hídról – és közbenső pihenőteraszáról – szép panorámaképek tárulnak fel a Várnegyedről, nyugati irányban a Séd-völgyről, s a távoli Bakony hegyvonulatáról. A Völgyhíd szimbolikus képe számos helyi intézmény és vállalkozás emblémájában is megjelenik.

## A híd nevei
A Szent István völgyhídnak számos korábbi hivatalos elnevezése ismeretes. A nevek változtatásait szinte lehetetlen nyomon követni, mert ezeket vagy nem jegyezték le, vagy az ezekről szóló írásos dokumentumok mindmáig nem kerültek elő.
A Viaduktot 1938-ban – Szent István király tiszteletére, halálának 900. évfordulóján – Szent István Völgyhídnak keresztelték el. 1948-as helyreállításakor a híd törzskönyvében még ez a név szerepelt, egy 1949. évi bejegyzés viszont már Veszprémi Völgyhídként, egy 1951-es pedig Rákosi Mátyás Völgyhídként hivatkozott rá.
Az 1956-os forradalom utáni időszakban egyszerűen Völgyhídként, illetve köznyelvi nevén, Viaduktként szerepel.
A Völgyhíd építésének és forgalomba helyezésének ötvenedik évfordulója tiszteletére rendezett ünnepség keretében – 1988-ban – a Veszprémi Városi Tanács testületének döntése alapján a híd visszakapta eredeti elnevezését; a különbség csupán az, hogy a magyar helyesírás szabályainak megfelelően a névben a „völgyhíd” szó ma már kis betűvel írandó.
A völgyhíd köznyelvi elnevezéséhez, a ,,Viadukt"-hoz is érdekes történet fűződik.
A korábbi Győr-Alsóörs vasút Veszprémen áthaladó szakaszán levő, a várost Alsóörssel összekötő, úgynevezett „balatoni vasút”-szakasznak a mai Budapest út fölött levő, 1972-ben elbontott hídját illették ugyanezen a néven.
A másik – ma már ritkán használt – nem hivatalos neve, a Nagyhíd is kölcsönzés eredménye: így ugyanis eredetileg a Hosszú (Jókai) utcának a Séd fölött áthaladó (igaz, névrokonához képest „nagy”-nak semmiképpen sem mondható) ma is meglevő vasbeton-szerkezetű közúti hídját nevezték.

## Legfontosabb paraméterei
A Viadukt lapokra támaszkodó, felsőpályás vasbeton ívhíd. Valójában három – egy nagy és két egyforma méretű kisebb – ív alkotja. Teljes hossza 185, míg legnagyobb magassága 37 méter. A nagy ív támaszköze 46, a kis íveké pedig 26,6–26,6 méter.
A nagy és a középső kis ív találkozásánál kilátóteraszt létesítettek, itt átlagosan 6 méter magas töltést alakítottak ki, és lépcső is vezet a völgybe.
Szerkezetéből adódóan a hídra csak kis mértékben hat a saját súlyából, illetve a járulékos és a hasznos terhekből eredő nyomaték.
Az íves hídtámaszok mozgására ugyan nagyon érzékeny a szerkezet, de ez a veszély – mivel azokat sziklára alapozták – veszélyhelyzet nem áll fenn.

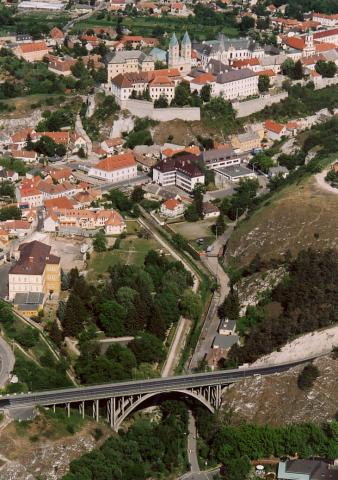
A Völgyhíd légifotója (2000)

## Története
A veszprémi völgyhíd építése egyrészt a 8. sz. főközlekedési út építése kapcsán, másrészt a városi közuti közlekedés felélénkülése miatt vált szükségessé.

### Tervezés
1934-ben a Gömbös-kormány elhatározta a Székesfehérvár és Rábafüzes közti 8-as számú állami közút megépítését, melynek elsősorban az Ausztriával, Olaszországgal és Németországgal szorosabbra fűzött viszony miatt volt jelentősége. Az új út a tervek szerint Ausztriában Grazig folytatódott, így közvetlenül kapcsolódhatott az onnan Német- és Olaszországba vezető utakhoz.
A tervezett 8. sz. főút vonalvezetésére több változat merült fel, többek közt Veszprém elkerülésével is, de a városon keresztül vezető alternatívát éppen a város és a megye képviselői szorgalmazták, ugyanis Veszprém távolsági közlekedési kapcsolatának javítását, illetve a megnövekvő forgalomtól kereskedelmének és idegenforgalmának fellendülését várták.
Az útvonal Veszprém belvárosán történő átvezetésének kijelölése a veszprémi M. Kir. Államépítészeti Hivatal feladatkörébe tartozott. A városon belül két lehetséges útvonallal számoltak: az egyik a Virág Benedek – Hosszú (ma: Jókai Mór) utcán keresztül, a várhegy alatti „Hosszú-völgyben” haladt volna; a másik pedig a Jeruzsálemhegyen át, a Templom utca (ma Dózsa György út) kialakításával (ez utóbbi azonban a Séd völgyén átívelő híd építését igényelte).

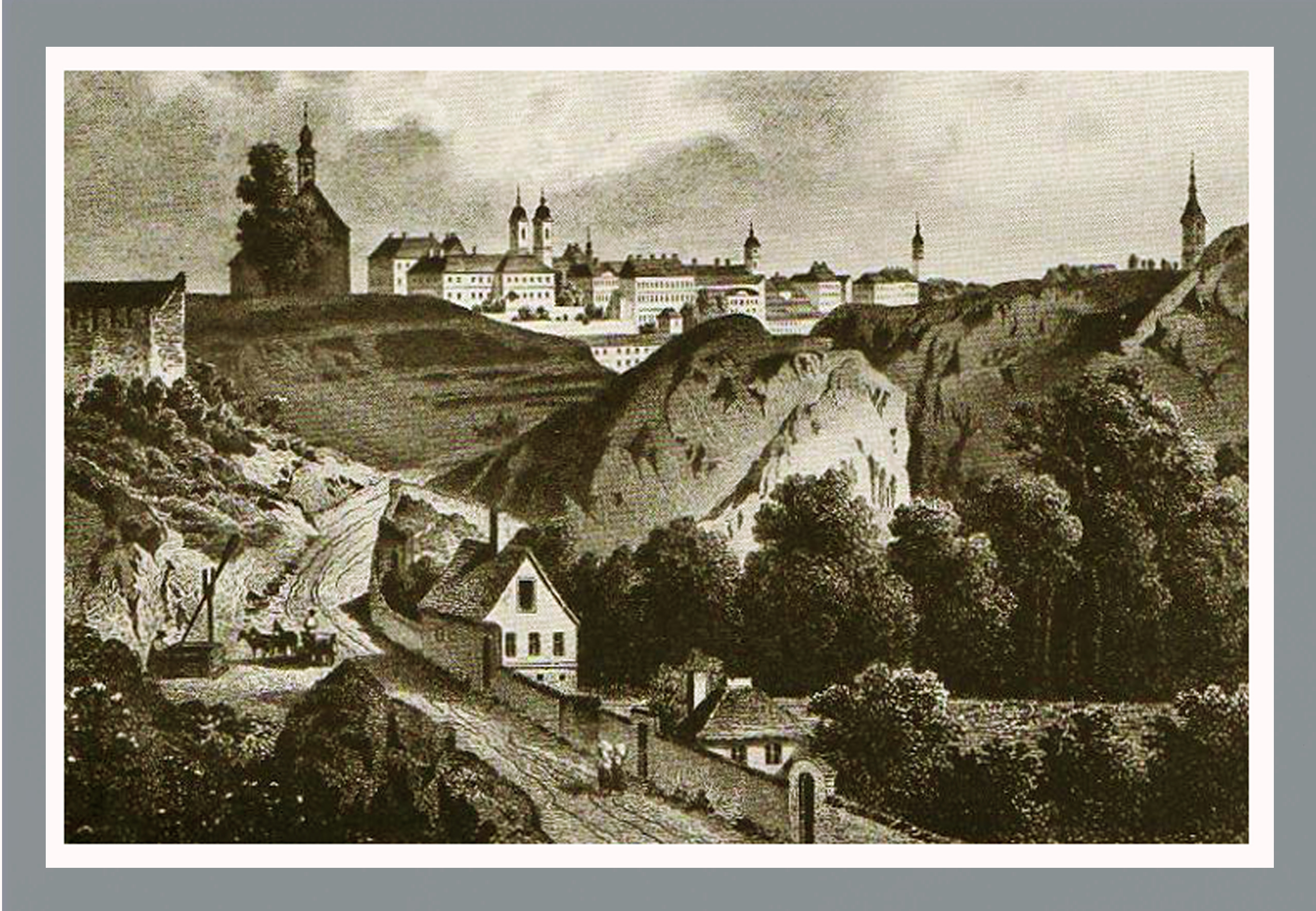
Séd-kapu az építés előtt

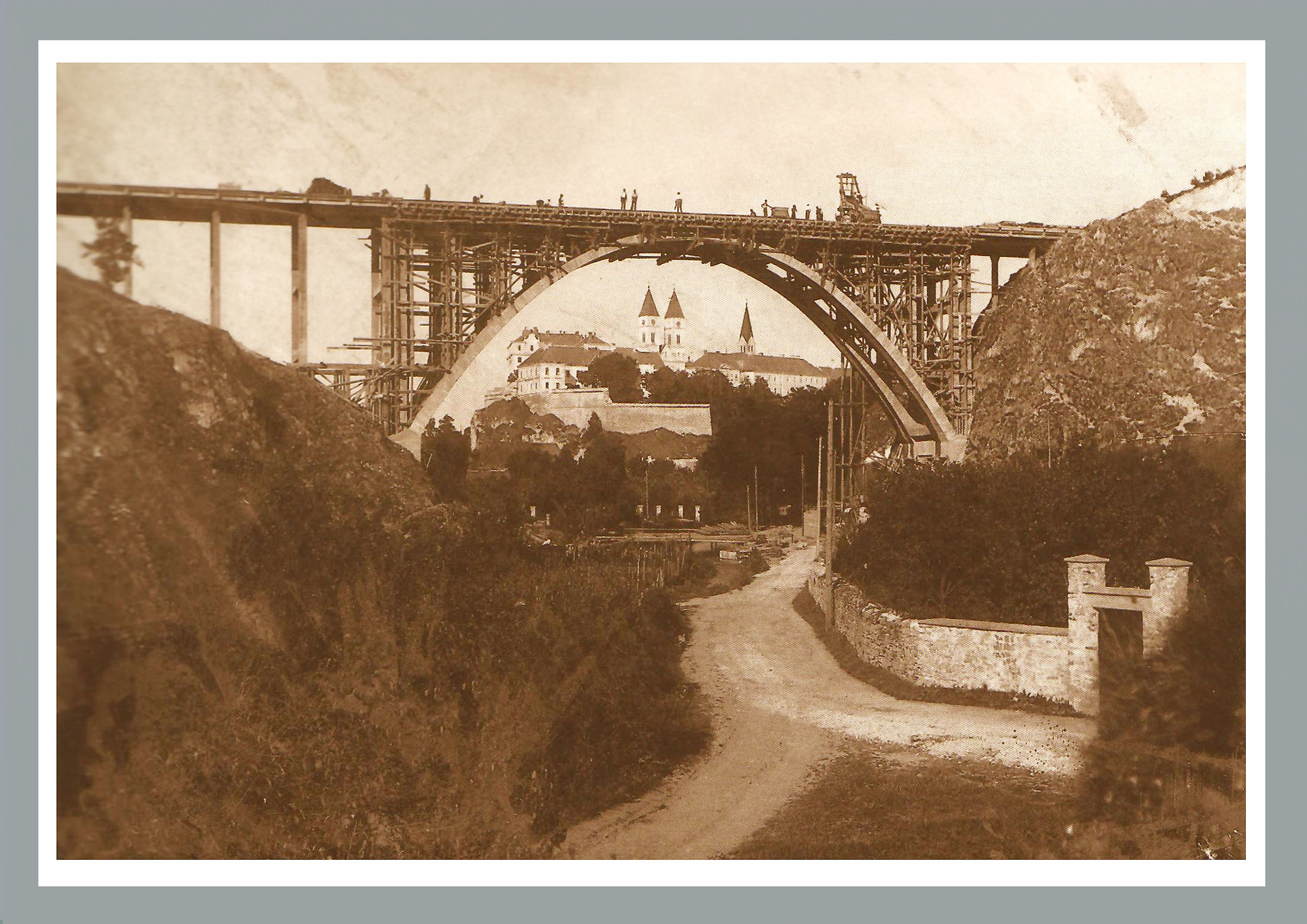
Befejező munkák

A döntésre illetékes Kereskedelmi Minisztérium végül a második változatot fogadta el, mert az első megvalósítása – a szűk utcák kiszélesítése miatt – összességében nagyobb költséggel járt volna. Így vált lehetővé a Viadukt megépítése.
Ennek az alternatívának volt híve az Államépítészeti Hivatal főmérnöke, Próder Ferenc (később: Börzsönyi) is, akit a völgyhíd tulajdonképpeni atyjának tartanak. A Várból fényképezte le a Séd-völgyet, s abba rajzolta be a leendő felsőpályás ívhíd képét, s ezzel a képpel sikeresen propagálta a megépítendő alternatívát.
A Kereskedelmi Minisztérium a Palatinus Építő és Ingatlanforgalmi Rt.-vel kötött szerződést a völgyhíd kivitelezésére. A részvénytársaság a tervek elkészítését Folly Róbert mérnökre és tervezőirodájára bízta. Folly – kiváló statikus mérnökként – a hidakat nem tekintette művészi alkotásnak, egy helyen ezt írta: „Nem beszélhetünk a hidak szépségeiről, nem írhatunk azok esztétikájáról, mint ahogy nem beszélhetünk a repülőgép művészi kialakításáról sem.” Műve mindennek ellenére nem csupán funkciójának felelt meg mindmáig, hanem szerkezeti szépségében és tájba illeszkedésében is megragadó, a városképbe tökéletesen beilleszkedő alkotás.

### Építkezés
A völgyhíd építésének időszakában Magyarországon az utak és hidak ügye a kereskedelemügyi minisztérium hatáskörébe tartozott, ahol a 8. sz főút és a völgyhidak (a városlődi is) tervezését Haviár Győző műszaki főtanácsos irányította. Később a kivitelezést a helyi államépítészeti hivatalbeli Próder (Börzsönyi) Ferenc főmérnök, két beosztott mérnökével (Huber Miklós és Vági György) ellenőrizte.
A kivitelezési munkákra kiírt versenytárgyaláson az útépítést a Hubertus Kőbánya és Útépítő Rt., a völgyhíd kivitelezését pedig (a különleges feladatra megfelelő szakmai és technikai felkészültséggel rendelkező) budapesti székhelyű Palatinus Építő és Ingatlanforgalmi Rt. nyerte el, a helyi kivitelezés-szervezést egy mérnöktrió (Gáspár Ernő, Glücklich Gyula és Lakos Gergely) végezte, beleértve a főlétesítmény különösen komplikált állványozásának megtervezését is.
A kivitelezési munkálatok három létesítményre vonatkoztak:
- a tulajdonképpeni völgyhídra (nagy- és kisívek, s a csatlakozó pillérek, kilátóterasz)
- az úgynevezett kishídra, (átereszre)
- a város felőli út-rávezetéshez szükséges sziklatömb-átvágásra.

A Viadukt körüli építéseket 1936 augusztusában kezdték meg, beleértve a belvárosi Templom utca kiszélesítését, a híd jeruzsálemhegyi végében álló sziklás domb átvágását és az úgynevezett kishíd munkálatait.
A völgyhíd építése összesen 258 ezer pengőbe (ez egy akkori szakmunkás havi bérének kb. 2000–2600-szorosa) – és három emberéletbe került. (Nem sokkal az építkezés megkezdése után Naumayer László, egy 16 éves segédmunkás, a karbidlámpa meggyújtásakor túl sok vizet engedett a készülék gázfejlesztőjébe, mire az felrobbant, a fiatalember agysérülést szenvedett, és a veszprémi kórházban meghalt. A szerencsétlen eseményt sajnos majd újabbak követték 1937-ben.)
A nagyív építése: A kivitelezendő létesítmények közül – szerkezeti komplikáltsága, tetemes mérete és a nagy anyagmenyiségek folyamatos, megszakítás nélküli bedolgozási igénye miatt – a nagyív volt a legfontosabb. A monolit szerkezetű teherhordó ívet aládúcoló kétszintes állványzathoz a Vágon leúsztatott különleges méretű gerendaelemeket építettek be, süllyedésmentesítését pedig előzetes cölöpözéssel biztosították.
A betonvas szerkezetek beszabását és szerelését rendkívül figyelmes ellenőrzés mellett végezték. Magát a betonozást – terv szerint – 1936 októberében kezdték (mivel a hűvös időjárásban készülő beton szilárdsága jobb) és csak decemberben fejezték be. A folyamatos betonozási munkák belenyúltak a télbe, s ezért a betont lokomobilban termelt gőzöléssel is melegítették, és ,,érlelték".
Mindehhez képest a két kisív, valamint az útpályát hordó pillérek elkészítése már rutinszerű munka volt. A hídszerkezethez minőségi anyagokat használtak. A betonkavicsot a répcelaki Rába folyó kotrásából szállították és kiváló szemszerkezetűvé rostálták. Bélapátfalvai nagyszilárdságú cementtel dolgoztak (a későbbiekben elhíresztelt dolomit murvabeton beépítése valótlan állítás volt).
A kishíd vagy áteresz építése:
A tulajdonképpeni Séd-völgy melletti úgynevezett Sintérdombi árok folytatására a mellékvölgyben egy „átereszt” kellett létesíteni. Funkciója és mérete miatt különleges felkészültséget az építése nem igényelt, boltozással készült el a Gyulafirátót határában bányászott jó minőségű, vörös színű mészkőből.
A jeruzsálemhegyi sziklabevágás készítése:
Az akkori építéskivitelezési munkákat irányító Gáspár Ernő építőmérnökkel (az 1987-ben történt) beszélgetésben többek közt szóba került egy, – a város felőli oldalon átvezető sziklabevágás építése során bekövetkezett baleset. Tényfeltárás érdekében célszerű elmondását idézni:
- „…A földmunka, illetve sziklamunka – tekintve hogy az igen dolomitos rész volt és tele van üregekkel – s mint már említettem, a paxitot[5] nem tudtuk használni mert kifújt. Ezért dolgoztunk TRI-2-vel, de a munka így is lassan haladt. Erre, hogy megnöveljük a munkafrontot, a bevágás bal szélén építettünk egy sliccet, mintegy 1,5 méter széles sávot, amit gyorsan előrehajtottunk úgy, hogy még egy munkafrontot tudjunk nyitni (…) Az építkezésen sajnos volt egy súlyos baleset. Egyre emlékszem, és azt hiszem, annak emlékére van a falfülke, a bevágás vége felé. Robbantásnál egy fel nem robbant töltetet a robbantómester – ahhoz hogy ismét felhasználja a robbantólyukat – ki akarta piszkáltatni és odaállított egy sólyi munkásomat – a nevére nem emlékszem – hogy piszkálja ki a töltetet. Sajnos a gyutacs ép volt és felrobbant, úgyhogy halálos baleset volt…”

Az ominózus balesetnek más forrásból származó történeti leírása is van:
- Január 30-án egy robbantást követően Horváth Imre robbantómester elfelejtette ellenőrizni, hogy minden paxit töltet felrobbant-e. Másnap a munkások a törmelékek eltakarítása közben vasrúddal megütöttek egy fel nem robbant patront (ismét más források szerint belefúrtak), a hatalmas detonációnak két halálos áldozata – Karli Ferenc és Nagy Sándor – és több, mint 10 sebesültje volt (az egyikük teljesen megvakult). A rendőrség nyomozásba kezdett, ami után a robbantómestert le is tartóztatták.

### Átadás és felavatás
A hidat valószínűleg 1937. december 22-én 14 órakor (de biztos, hogy 1938. január 23-a előtt) adták át a forgalomnak. A 7,5 méter széles úttest mellett mindkét oldalon 1,5 méter széles járdát építettek.
Az első közúti baleset az átadás után nagyjából másfél órával következett be: Kidony Magdolnát, aki kerékpárral haladt a Jeruzsálemhegy irányába, a gyulafirátóti prépost autója a járdaszegélyhez szorította. A bicikli a híd korlátján átrepülve a völgyben landolt; a nő – szerencséjére – csak a járdára zuhant, igaz, a lába eltörött.
A veszprémiek körében szokássá vált, hogy a még épülő, illetve a már átadott híd előtt fényképezkedjenek, a megyei levéltár számos ilyen fotót őriz.
A Viadukt ünnepélyes felavatását Szent István király halálának 900. évfordulójára, 1938. október 5-ére tervezték.
Az első bécsi döntés és a Felvidék megszállása miatt azonban az avatást elhalasztották, és végül csak 1939. június 18-án tartották meg. Az ünnepi beszédet Török Bálint, Veszprém város országgyűlési képviselője tartotta.

### A második világháború
A második világháború idején a völgyhíd jelentősen megkönnyítette a magyar és német egységek mozgását, de egyúttal a szovjet csapatok is folyamatos felderítői ellenőrzés alatt tartották – egyrészt a német csapatmozgások miatt, másrészt a leendő saját előretörésük számára fenntartandó építményként. Ezt persze a németek is felismerték, így a szovjet csapatok előrenyomulását látva elhatározták és előkészítették a Viadukt felrobbantását. A város műszaki vezetése próbálkozott azzal, hogy Siems német városparancsnokot meggyőzzék annak célszerűtlenségéről és a közeli vízműlétesítmény károsodásáról, de hiába, 1944 decemberében német utászok fel is szerelték a Viaduktra a robbanóanyagot és -szerkezeteket.
A Völgyhíd 50 éves évfordulója alkalmával végzett kutatómunka során rendelkezésre bocsátott hivatalos jegyzőkönyv elmondja a híd megmentésének történetét.
Márföldy Aladár városi főmérnök, Takács József, a veszprémi vízmű főgépésze – az első világháború alatt torpedómester, így a robbanószerkezetek szakértője – és Tiszttartó László gépész kockázatos tettre szánta el magát a híd megmentése érdekében. 1945. április 22-én jegyzőkönyvbe vett szavaik szerint egy sötét éjszaka leitatták a Viaduktot őrző egyik német katonát, majd Takács felmászott a nagy ívre, és egyenként kiszerelte a gyutacsot a töltetekből. Ugyanezt viszont a hidat őrző másik katona miatt a két kis íven nem tudta megismételni.
1945. március 21-én éjszaka a völgyhíd középső íve súlyosan megrongálódott. A források egy része szerint a németek robbantották fel, mások szerint szovjet bombatalálat érte. Az első változatot valószínűsíti, hogy a nagy ívet valóban megkísérelték felrobbantani, de a kiszedett gyutacsok miatt a töltetek csak elégtek. (Az ezt „tanúsító” fekete égés- és füstnyomok állítólag még az 1960-as években is látszottak az ív felületén.)
A kisív szovjet bombatámadástól történő meghibásodását valószínűsíti a völgyhíd háborús történetét kutató – Veres D. Csaba adatfeltárása, amely szerint 1945. március utolsó napjaiban Veszprémet folyamatosan érték szovjet légitámadások – ezek közt a völgyhíd térségét is. A harcok elvonulását követően készített fényképfelvétel szintén légibomba behatolása által okozott rombolódást valószínűsíti.

### Helyreállítás, felújítások
A szovjet csapatok, miután 1945. március 23-án bevonultak Veszprémbe, a leomlott hídszakaszt faszerkezettel pótolták. 1947 októberében – jelentős részben egy, a hónapban Gerő Ernő közlekedési miniszternél járt veszprémi küldöttség „lobbizásának” köszönhetően – a közlekedési minisztérium szerződést kötött egy társas vállalkozással a Viadukt helyreállítására. Később a szerződést felbontották, és a munkálatokat a minisztérium maga fejezte be, a völgyhíd egykori tervezője, Folly Róbert irányítása alatt.

## A Völgyhíd 50. születésnapja

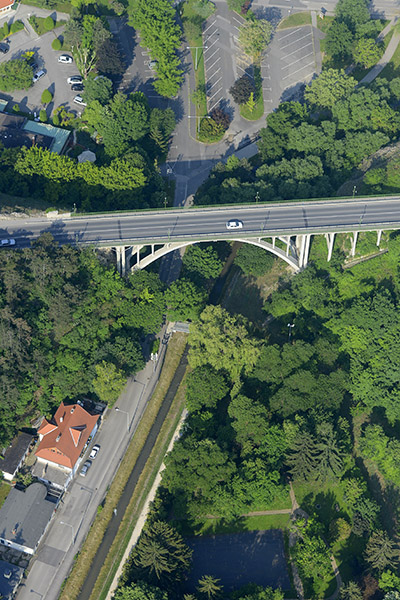
Szent István völgyhíd légi fotón

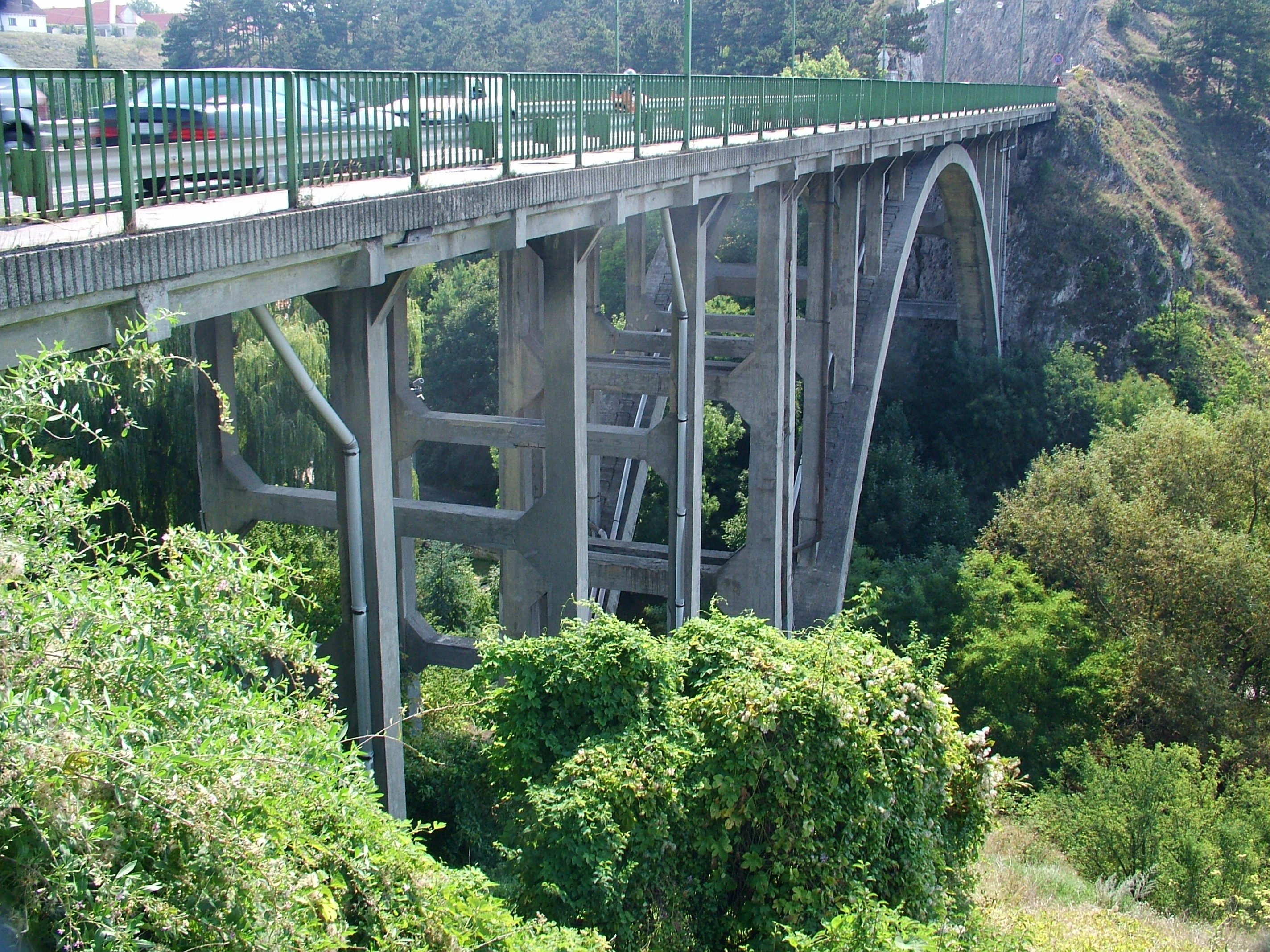
A Nagyív nyugati oldala

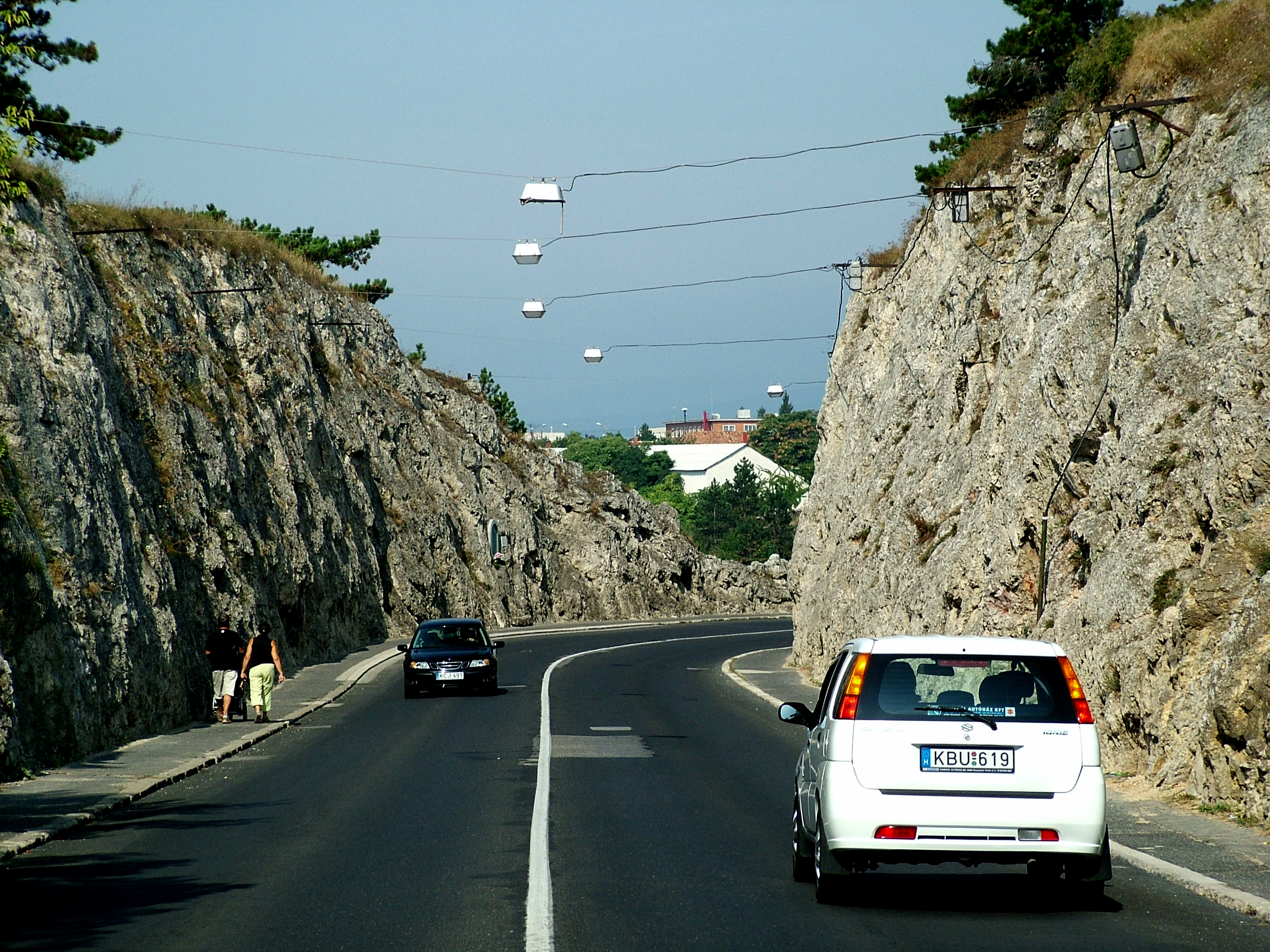
Sziklabevágás a völgyhíd előtt

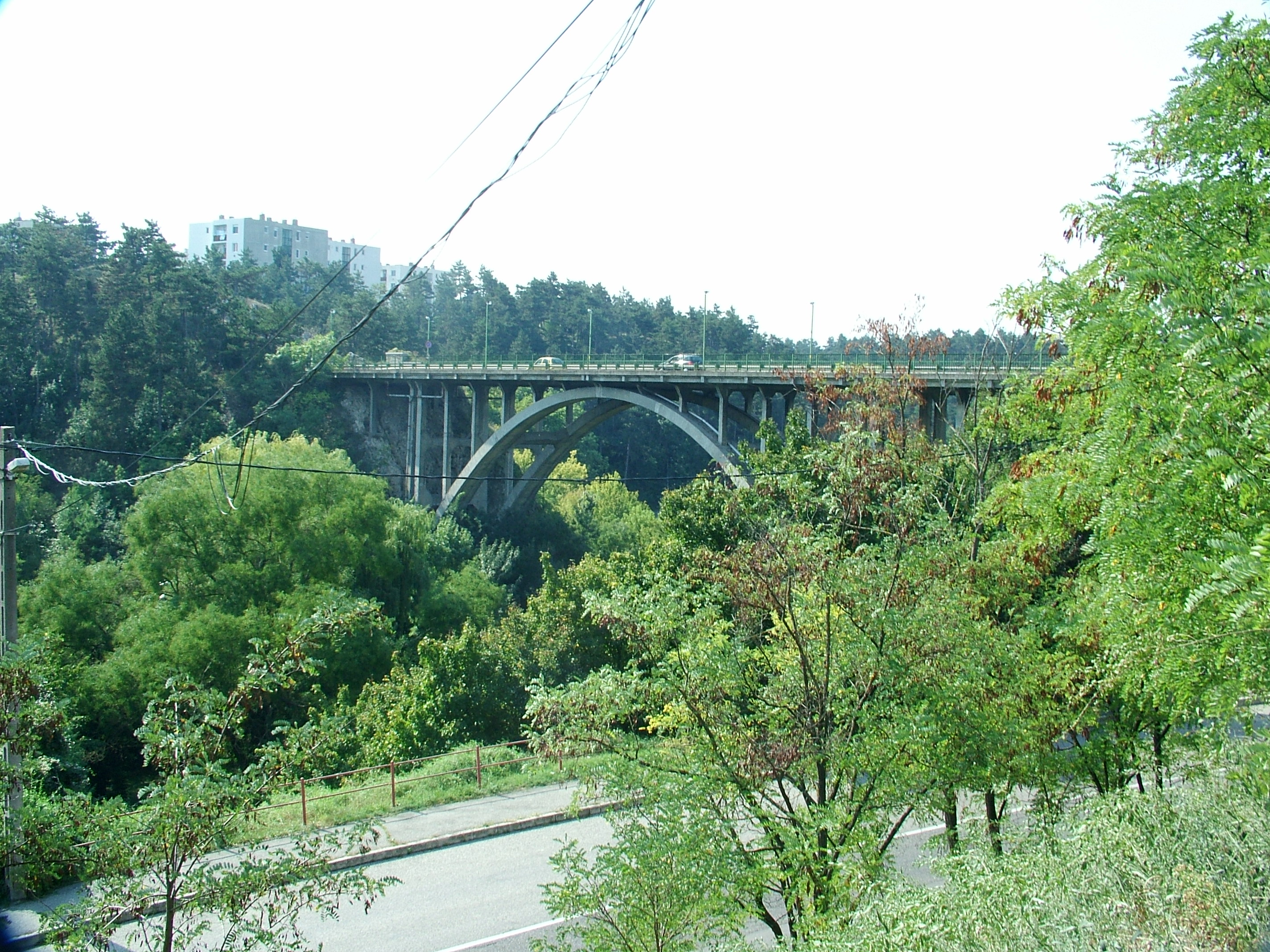
A nagyív keleti oldala

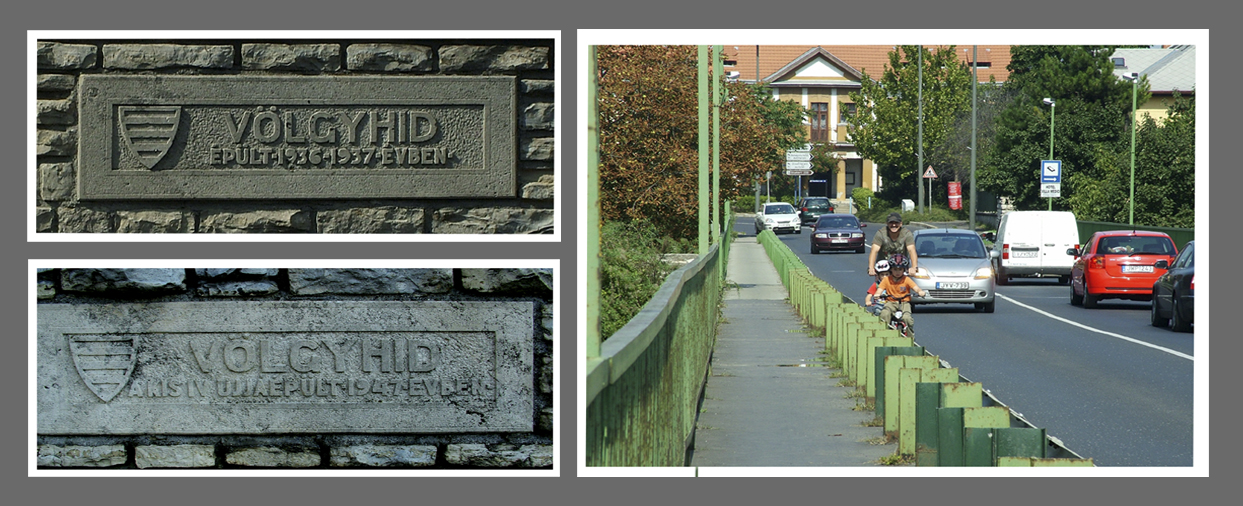
A völgyhíd emléktáblái

A veszprémi Völgyhíd építésének és forgalomba helyezésének ötvenedik évfordulója alkalmából, a híd történetével kapcsolatos adatgyűjtéseket 1985-ben Veszprém Város Főépítésze kezdeményezte. Már az első gyűjtési próbálkozások során nyilvánvalóvá vált, hogy széles körű lakossági részvétel nélkül a történeti feltárás, dokumentumok felkutatása nem oldható meg.
A lakossági, illetve társadalmi segítségnyújtás érdekében Ötvenéves a Veszprémi Völgyhíd címmel a Veszprém megyei NAPLÓ-n keresztül 1986. szeptember 3-án felhívással fordult a város lakosságához, s kérte azok jelentkezését, akik a Völgyhíd építésében részt vettek, vagy arról információval, dokumentummal, fényképpel stb. rendelkeznek.
A cél kettős volt: egyrészt az összegyűjtött adatokat, dokumentumokat archiválással a Völgyhíd történeti kutatásaihoz feltárni, begyűjteni és megőrizni, másrészt az ötvenedik évforduló alkalmával, szerény kiadványban történő nyomdai megjelentetéssel, bemutatni a Völgyhíd, mint egyik immár városi szimbólummá nemesült létesítmény, születésének és életének történetét, a fellelt dokumentumokkal alátámasztva.
A mintegy két és fél éves dokumentumgyűjtő időszak alatt nagyon sokan nyújtottak segítséget, bocsátottak rendelkezésre adatokat, emlékeket. Elmondható, a Völgyhíd-kutatás kapcsán szinte hihetetlen lakossági akciókészség és lelkesedés bontakozott ki (a közreműködőket lásd a vitalapon).
Az ötvenedik évforduló tiszteletére a Veszprém Város Tanácsa Emlék-Konferenciát rendezett, melyen a Városi Főépítész a kutatásról, valamint a Völgyhíddal összefüggő aktuális kérdésekről tartott bevezető előadást. Egyúttal kamarakiállítás nyílt, s ezen bemutatásra kerültek a fellelt dokumentumok (teljes anyaga a veszprémi székhelyű Építőipartörténeti Gyűjteményben archiválva). Erre az alkalomra könyv is készült (lásd források közt). Az emlékülést követően a Völgyhíd városközpont felőli jobb oldali pillérén az évforduló emléktábláját helyezték el. Az ünnepi megemlékezésről a helyi- és az országos Tv riportfilmben adott hírt (kópiája: KT_VeML).

## A Völgyhíd napjainkban
A hidat azóta több alkalommal is restaurálták, de sajnos gyorsabban öregedett el, mint gondolták. A Völgyhíd szempontjából kedvező körülmény, hogy az 1980-as évek közepén megépült, Veszprémet övező külső körgyűrű a város területét tehermentesíti az átmenő (távolsági) forgalomból, így a 8. sz. főút távolsági forgalmától is. Ezzel lehetővé vált a nagy tömegű járművek kitiltása a Viaduktról. 2005 végén a hidat műemlékké nyilvánították. A híd – és egyben a belváros – további tehermentesítését is jelentené, az úgynevezett belső körgyűrű részeként elképzelt, az Aranyos-völgy felett átívelő „második veszprémi viaduktnak” a megépítése, amelynek terve már az 1940-es évek második felében felmerült, de akkor pénz hiányában elvetették. A tervet a városvezetés a következő évtizeden belül kívánja megvalósítani. A nagy ív felújítása mára újra aktuálissá vált, ehhez a város pályázati források felhasználását tervezi. Megvalósult ugyanakkor – mintegy 30 millió forintból – az ív díszkivilágítása.